# Carlos Eduardo Corrêa da Fonseca
Carlos Eduardo Corrêa da Fonseca, o Karman ( 10 de abril de 1943 — 28 de outubro de 2011) foi um engenheiro e administrador brasileiro, notório conhecido do setor de tecnologia da informação brasileiro, principalmente na área de automação bancária, do qual foi um dos pioneiros no Brasil.
Formado Engenheiro Eletrônico pela Escola Politécnica da USP e bacharel em Ciências Contábeis pelo Mackenzie. Foi Diretor de Sistemas do Banco Itaú por 13 anos e Diretor Superintendente da Itautec por 20 anos desenvolvendo soluções e equipamentos para o Banco Itaú e para o mercado bancário durante todo o período da Reserva de Mercado, foi também Diretor de Tecnologia do Banco Real ABN AMRO, teve passagem pelo Grupo HDI e em 2010 retornou a Itautec para integrar Conselho de Administração.
Entre 2003 e 2008, foi presidente do Ciab Febraban - um evento de tecnologia da informação no Brasil. Também ocupou o cargo na presidência do Centro Nacional de Automação Bancária (Cnab) entre março de 1977 e maio de 1983.  Foi um dos protagonistas da implantação do Sistema de Pagamentos Brasileiro, o SPB.
É um dos autores do livro Tecnologia Bancária no Brasil - Uma História de conquistas, uma visão do futuro que descreve como foi a trajetória da automação no Brasil.